# Friesea landwehri
Friesea landwehri är en urinsektsart som beskrevs av Christiansen och Bellinger 1980. Friesea landwehri ingår i släktet Friesea och familjen Neanuridae. Inga underarter finns listade i Catalogue of Life.